# Saint-Maurice (Puy-de-Dôme)
Pour les articles homonymes, voir Saint-Maurice.
Saint-Maurice (Sant Maurici en occitan) est une commune française située dans le département du Puy-de-Dôme, en région Auvergne-Rhône-Alpes. Elle fait partie de l'aire d'attraction de Clermont-Ferrand.

## Géographie

### Localisation
Cinq communes sont limitrophes de Saint-Maurice :
| Les Martres-de-Veyre | Mirefleurs    | Busséol |
|                      | Saint-Maurice | Laps    |
|                      | Vic-le-Comte  |         |

### Géologie et relief
Saint Maurice est adossé au puy Saint-Romain (781 m) et au puy Saint-André (692 m sur la commune de Busséol), tous deux au nord. La ville a aussi une ouverture sur l'Allier avec Sainte-Marguerite.

### Transports
La commune est traversée par la route départementale 758 reliant la D 1 à l'ouest et Laps à l'est ; la D 1, entre Mirefleurs et Vic-le-Comte, dessert le lieu-dit de Sainte-Marguerite.

### Climat
Pour des articles plus généraux, voir Climat d'Auvergne-Rhône-Alpes et Climat du Puy-de-Dôme.
En 2010, le climat de la commune est de type climat océanique dégradé des plaines du Centre et du Nord, selon une étude du Centre national de la recherche scientifique s'appuyant sur une série de données couvrant la période 1971-2000. En 2020, Météo-France publie une typologie des climats de la France métropolitaine dans laquelle la commune est exposée à un climat de montagne ou de marges de montagne et est dans la région climatique Nord-est du Massif Central, caractérisée par une pluviométrie annuelle de 800 à 1 200 mm, bien répartie dans l’année.
Pour la période 1971-2000, la température annuelle moyenne est de 11 °C, avec une amplitude thermique annuelle de 16,2 °C. Le cumul annuel moyen de précipitations est de 894 mm, avec 8,5 jours de précipitations en janvier et 6,8 jours en juillet. Pour la période 1991-2020, la température moyenne annuelle observée sur la station météorologique de Météo-France la plus proche, « Plauzat_sapc », sur la commune de Plauzat à 9 km à vol d'oiseau, est de 11,3 °C et le cumul annuel moyen de précipitations est de 606,8 mm,. Pour l'avenir, les paramètres climatiques de la commune estimés pour 2050 selon différents scénarios d'émission de gaz à effet de serre sont consultables sur un site dédié publié par Météo-France en novembre 2022.

## Urbanisme

### Typologie
Au 1er janvier 2024, Saint-Maurice est catégorisée commune rurale à habitat dispersé, selon la nouvelle grille communale de densité à sept niveaux définie par l'Insee en 2022.
Elle est située hors unité urbaine. Par ailleurs la commune fait partie de l'aire d'attraction de Clermont-Ferrand, dont elle est une commune de la couronne,. Cette aire, qui regroupe 209 communes, est catégorisée dans les aires de 200 000 à moins de 700 000 habitants,.

### Occupation des sols
L'occupation des sols de la commune, telle qu'elle ressort de la base de données européenne d’occupation biophysique des sols Corine Land Cover (CLC), est marquée par l'importance des territoires agricoles (58,2 % en 2018), une proportion sensiblement équivalente à celle de 1990 (58,3 %). La répartition détaillée en 2018 est la suivante : forêts (25,4 %), terres arables (23,6 %), zones agricoles hétérogènes (20,4 %), prairies (14,1 %), zones urbanisées (10 %), milieux à végétation arbustive et/ou herbacée (6,5 %). L'évolution de l’occupation des sols de la commune et de ses infrastructures peut être observée sur les différentes représentations cartographiques du territoire : la carte de Cassini (XVIIIe siècle), la carte d'état-major (1820-1866) et les cartes ou photos aériennes de l'IGN pour la période actuelle (1950 à aujourd'hui).

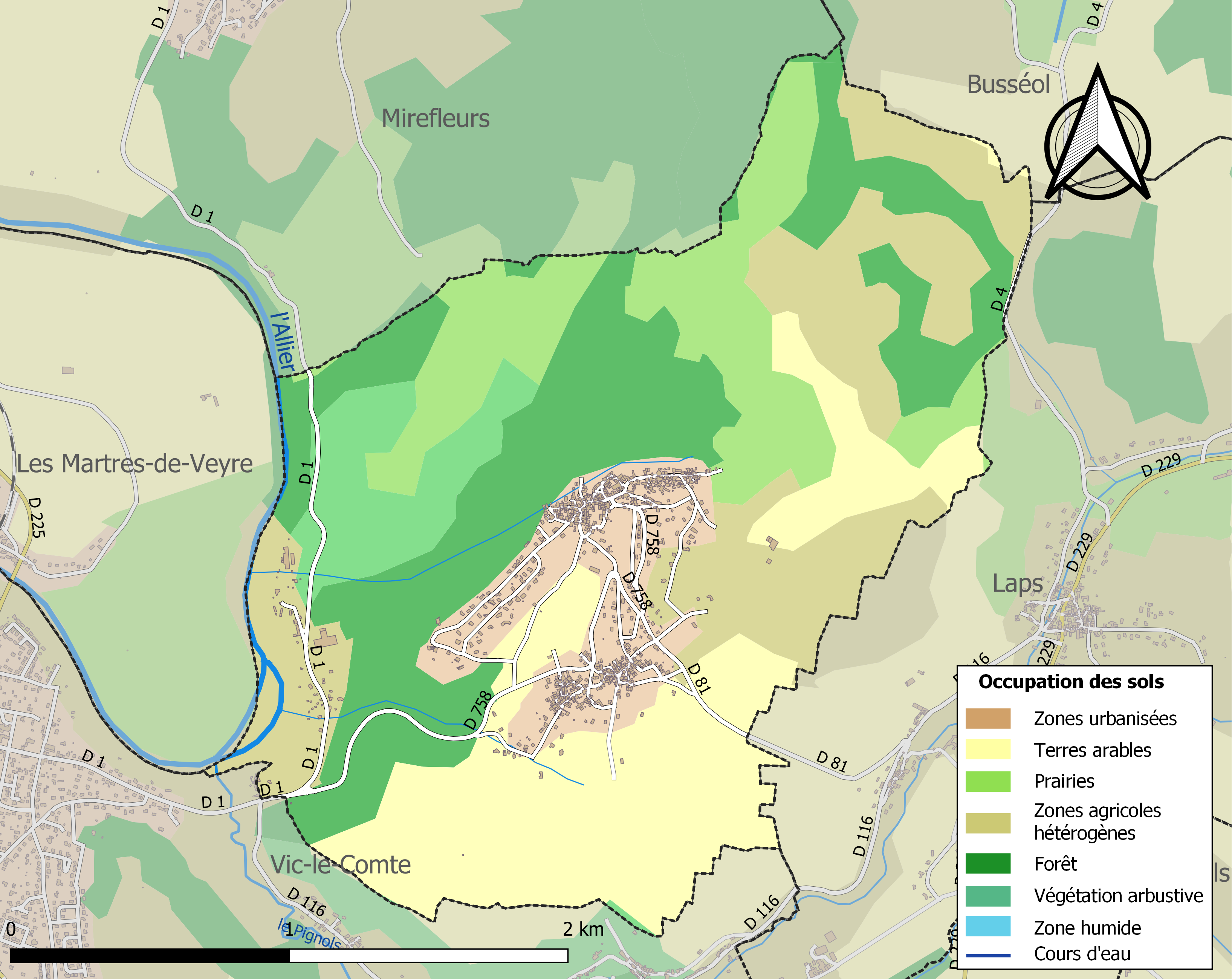
Carte des infrastructures et de l'occupation des sols de la commune en 2018 (CLC).

## Histoire
Au cours de la période révolutionnaire de la Convention nationale (1792-1795), la commune a porté le nom de Mont-Romain.
Le lieu-dit de Sainte-Marguerite est une ancienne station thermale qui était déjà connue sous l'occupation de la Rome antique.
Le lieu-dit de Lissac et Saint-Maurice ont quelques différents, durant des années aux XIXe et XXe siècles qui poussa le village à avoir deux mairies (une pour chaque hameau) et donc avoir deux conseils municipaux dans une même commune.
Saint-Maurice-ès-Allier durant la Seconde Guerre mondiale a abrité des maquis de résistants.
À la suite du déraillement d'un train militaire de l'armée allemande effectué les jours précédents, aux Martres-de-Veyre, par les membres de la résistance basés à Saint-Maurice, la Gestapo, renseignée par Georges Mathieu et appuyée par un détachement de la Luftwaffe, a investi le village de Saint-Maurice-ès-Allier et effectué des arrestations sur la voie publique et aux domiciles des personnes. 11 personnes ont été tuées, soit dans la fusillade qui a accompagné l'arrivée des Allemands dans le bourg, soit tuées après avoir subi la torture, soit déportées dans les camps.

## Politique et administration

### Découpage territorial
La commune de Saint-Maurice est membre de la communauté de communes Mond'Arverne Communauté, un établissement public de coopération intercommunale (EPCI) à fiscalité propre créé le 1er janvier 2017 siégeant à Veyre-Monton, et par ailleurs membre d'autres groupements intercommunaux. De 2000 à 2016, elle faisait partie de la communauté de communes Gergovie Val d'Allier Communauté.
Sur le plan administratif, elle est rattachée à l'arrondissement de Clermont-Ferrand, à la circonscription administrative de l'État du Puy-de-Dôme et à la région Auvergne-Rhône-Alpes.
Sur le plan électoral, elle dépend du canton de Vic-le-Comte pour l'élection des conseillers départementaux, depuis le redécoupage cantonal de 2014 entré en vigueur en 2015, et de la quatrième circonscription du Puy-de-Dôme pour les élections législatives, depuis le dernier découpage électoral de 2010.

### Élections municipales et communautaires

#### Élections de 2020
Le conseil municipal de Saint-Maurice, commune de moins de 1 000 habitants, est élu au scrutin majoritaire plurinominal à deux tours avec candidatures isolées ou groupées et possibilité de panachage. Compte tenu de la population communale, le nombre de sièges à pourvoir lors des élections municipales de 2020 est de 15. La totalité des quinze candidats en lice est élue dès le premier tour, le 15 mars 2020, avec un taux de participation de 54,47 %.

#### Chronologie des maires
| Période                                  | Période                         | Identité                  | Étiquette | Qualité |
| ---------------------------------------- | ------------------------------- | ------------------------- | --------- | --- |
| Les données manquantes sont à compléter. |                                 |                           |           | |
| 1800                                     | 1802                            | Chouvet                   |           | |
| 1802                                     | 1809                            | Amable Chassaing-Bielle   |           | |
| 1809                                     | 1812                            | Jean Vialon               |           | |
| 1812                                     | 1859                            | Pierre Chassaing-Tixier   |           | |
| 1859                                     | 1874                            | Maurice Delaire-Blateyron |           | |
| 1874                                     | 1879                            | Annet Gouleuf             |           | |
| 1879                                     | 1882                            | François Viallon          |           | Adjoint faisant fonction de maire |
| 1882                                     | 1890                            | Pierre Boniol             |           | |
| 1890                                     | 1895                            | Pierre Chassaing          |           | |
| 1895                                     | 1904                            | Joseph Triozon            |           | |
| 1904                                     | 1905                            | Pierre Chassaing          |           | |
| 1905                                     | 1919                            | Pierre Bonniol            |           | remplacé par Blaise Vessiere (adjoint) pendant sa mobilisation |
| 1919                                     | 1933                            | Bonnet Girard             |           | |
| 1933                                     | 1941                            | Antoine Roussel-Ciquard   |           | |
| 1941                                     | 1947                            | Justin Vindiollet         |           | |
| 1947                                     | 1947                            | Maurice Pommeyrol         |           | |
| 1947                                     | 1953                            | Justin Vindiollet         |           | |
| 1953                                     | 1965                            | Marcelin Chassaing        |           | |
| 1965                                     | 1977                            | Lucien Vernet             |           | |
| 1977                                     | 1983                            | Jean Roussel-Ciquard      |           | |
| 1983                                     | 1995                            | Roger Laval               |           | |
| 1995                                     |                                 | Jacques Castanié          |           | |
| 2008                                     | 2017                            | Daniel Jourde             | PS        | Retraité de la Banque de France Professeur au CNAM Clermont-Ferrand jusqu'en 2004 Membre du bureau à Gergovie Val d'Allier Communauté (2014-2016)                                                  |
| 2017 (réélue en 2020)                    | En cours (au 11 septembre 2020) | Cécile Gilbertas          |           | Conseil départemental (2002-2004) Rédacteur territorial Ville de Clermont-Ferrand (depuis 2004) Vice-présidente, déléguée à la petite-enfance, l'enfance et la jeunesse de Mond'Arverne Communauté |

## Population et société

### Démographie
L'évolution du nombre d'habitants est connue à travers les recensements de la population effectués dans la commune depuis 1793. Pour les communes de moins de 10 000 habitants, une enquête de recensement portant sur toute la population est réalisée tous les cinq ans, les populations de référence des années intermédiaires étant quant à elles estimées par interpolation ou extrapolation. Pour la commune, le premier recensement exhaustif entrant dans le cadre du nouveau dispositif a été réalisé en 2004.

En 2022, la commune comptait 990 habitants, en évolution de +19,13 % par rapport à 2016 (Puy-de-Dôme : +2,1 %, France hors Mayotte : +2,11 %).
| 1793  | 1800 | 1806  | 1821  | 1831  | 1836  | 1841  | 1846  | 1851  |
| ----- | ---- | ----- | ----- | ----- | ----- | ----- | ----- | ----- |
| 1 044 | 862  | 1 056 | 1 161 | 1 201 | 1 126 | 1 094 | 1 034 | 1 050 |

| 1856  | 1861  | 1866  | 1872  | 1876 | 1881 | 1886 | 1891 | 1896 |
| ----- | ----- | ----- | ----- | ---- | ---- | ---- | ---- | ---- |
| 1 033 | 1 034 | 1 002 | 1 013 | 984  | 952  | 962  | 940  | 935  |

| 1901 | 1906 | 1911 | 1921 | 1926 | 1931 | 1936 | 1946 | 1954 |
| ---- | ---- | ---- | ---- | ---- | ---- | ---- | ---- | ---- |
| 819  | 768  | 702  | 555  | 528  | 486  | 455  | 399  | 463  |

| 1962 | 1968 | 1975 | 1982 | 1990 | 1999 | 2004 | 2006 | 2009 |
| ---- | ---- | ---- | ---- | ---- | ---- | ---- | ---- | ---- |
| 436  | 447  | 580  | 683  | 753  | 759  | 780  | 767  | 813  |

| 2014 | 2019 | 2022 | - | - | - | - | - | - |
| ---- | ---- | ---- | - | - | - | - | - | - |
| 824  | 941  | 990  | - | - | - | - | - | - |

## Culture locale et patrimoine

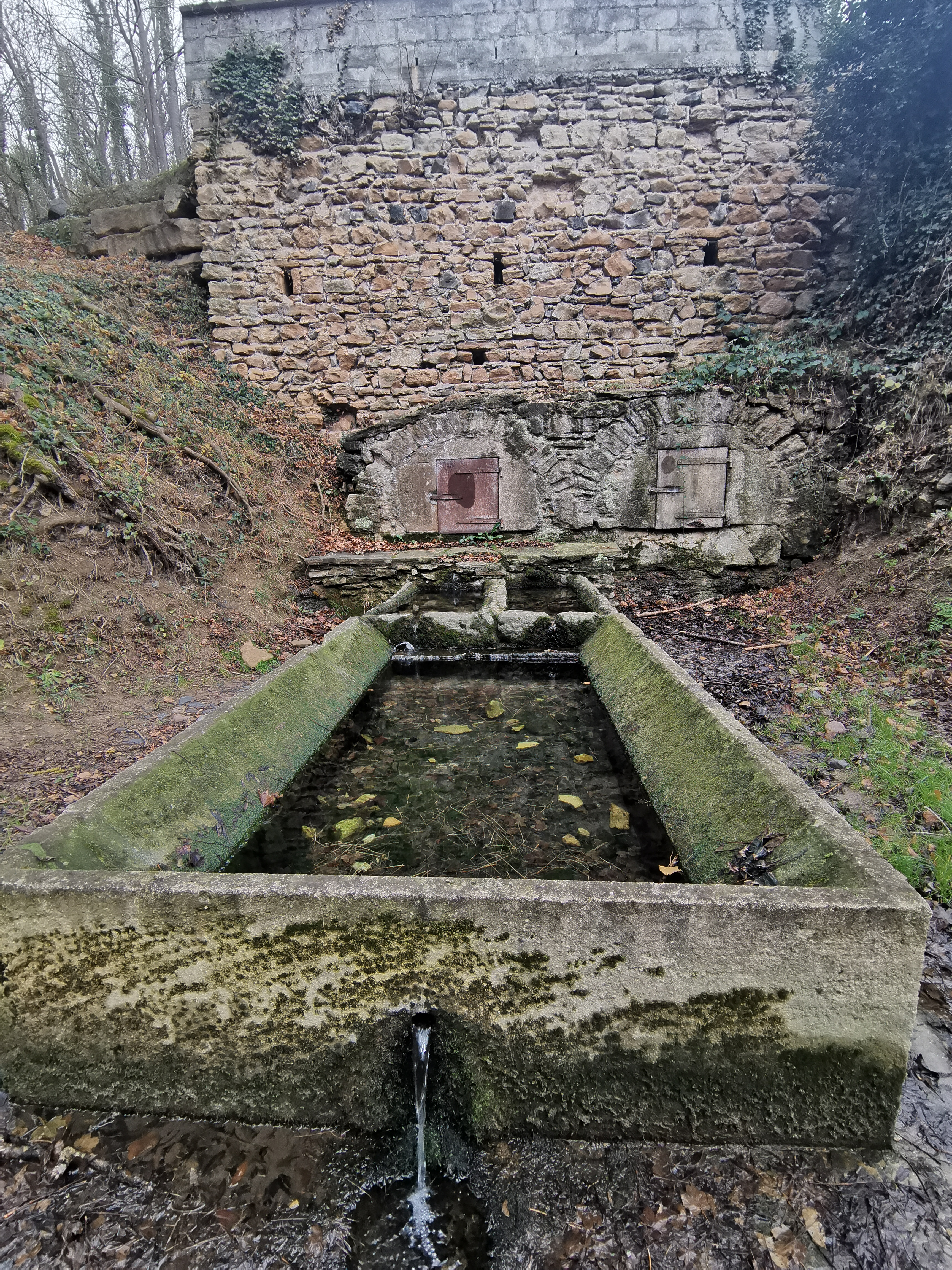
La fontaine Margot

### Lieux et monuments
- Deux maisons troglodytes à Enval.
- Sources salées : geyser de la source Brissac ; pré salé créé par l'écoulement de la source du Tennis. Un chemin a été créé pour permettre aux promeneurs d'accéder aux sources[25][réf. incomplète].
- Usine d'embouteillage de l'eau gazeuse Sainte Marguerite.
- Sommet du puy Saint-Romain (781 mètres d'altitude).
- Fontaine Margot, un lavoir alimenté par une source où la Reine Marguerite de Valois se serait abreuvée.

### Personnalités liées à la commune
- Jean-Baptiste Salpointe (1825-1898), premier évêque de Tucson nommé en Arizona (États-Unis) et deuxième archevêque de Santa Fe au Nouveau-Mexique (États-Unis).